# Comuna Iskăr, Plevna
Iskăr (în bulgară Искър) este o comună în regiunea Plevna, Bulgaria, formată din orașul Iskăr și satele Dolni Lukovit, Pisarovo și Staroselți. 

## Demografie
Componența etnică a comunei Iskăr
     Romi (2,07%)
     Bulgari (94,65%)
     Nicio identificare (2,44%)
     Altele (1,26%)
La recensământul din 2011, populația comunei Iskăr era de 6.884 locuitori. Din punct de vedere etnic, majoritatea locuitorilor (94,65%) erau bulgari, cu o minoritate de romi (2,07%). Pentru 2,44% din locuitori nu este cunoscută apartenența etnică.